# 모로코 디르함
모로코 디르함(아랍어: درهم, 복수형: درهمان , دراهم 혹은 درهما, ISO 4217 코드: MAD)은 모로코의 통화이다. 1 디르함은 100 센티메트 (santimat, 단수형: 산팀 (santim), 아랍어 단수형: سنتيم, 복수형: سنتيما 또는 سنتيمات)로 나뉜다. 디르함화는 모로코의 중앙은행인 Bank al-Maghrib 이 발행한다.

## 역사
현대의 화폐 제도가 도입된 1882년 이전에 모로코는 단위 명칭이 팔루스 (falus)로 되어있는 구리 동전과 단위 명칭이 디르함 (dirham)으로 되어 있는 은화와 단위 명칭이 벤두키 (benduqi)로 되어있는 금화를 발행했다. 1882년부터, 디르함은 10 디르함 = 1 리알의 비율로 모로코 리알의 보조단위가 되었다.
디르함화는 1960년 재도입되었다. 디르함은 프랑을 주요 화폐 단위로 대체했으나 프랑은 1 디르함 = 100 프랑의 비율로 통용되었다. 1974년, 산팀 (santim)은 프랑을 대체했다.

## 동전
1960년, 은으로 만들어진 1 디르함 동전이 도입되었다. 니켈로 만들어진 1, 5 디르함 동전은 1965년에 도입되었다. 1974년, 산팀의 도입과 함께, 동전은 1 산팀, 5, 10, 20, 50 센티메트 와 1 디르함 동전으로 이루어져 있는 새로운 동전들이 도입되었다. 1 산팀 동전은 알루미늄, 5에서 20 센티메트 동전은 황동, 50 센티메트와 1 디르함 동전은 백동으로 주조되었다. 백동 5 디르함 동전은 1980년에 추가되었고 1987년 바이메탈 동전으로 바뀌었다.
바이메탈 5 디르함 동전은 2개의 지정한 발행년도가 있다; 그레고리력으로 1987년이고 이슬람력으로 1407년. 새로운 디자인이 도입되고 ½ 디르함 동전이 크기와 성분의 변화없이 50 센티메트 동전을 대체했을때, 1 산팀 동전은 단지 1987년까지 주조되었다. 5 디르함과 같이, 바이메탈 10 디르함 동전이 1995년 도입되었고 백동 2 디르함 동전은 2002년 도입되었다.
| 디르함 동전 | 디르함 동전 | 디르함 동전 | 디르함 동전                                                           | 디르함 동전 | 디르함 동전                                                   | 디르함 동전                                                 | 디르함 동전 |
| 가치        | 규격        | 규격        | 규격                                                                  | 설명        | 설명                                                          | 설명                                                        |             |
| 가치        | 지름        | 무게        | 재질                                                                  | 테두리      | 앞면                                                          | 뒷면                                                        |             |
| ----------- | ----------- | ----------- | --------------------------------------------------------------------- | ----------- | ------------------------------------------------------------- | ----------------------------------------------------------- | ----------- |
| 1 산팀      | 17 mm       | 0.7 g       | 알루미늄                                                              | 부드러움    | 모로코의 국장과 "모로코 왕국" (Kingdom of Morocco) 명각(銘刻) | 낚시 디자인                                                 |             |
| 5 센티메트  | 17.5 mm     | 2 g         | 알루미늄 청동 92% 구리 6% 알루미늄 2% 니켈                            | 부드러움    | 왕국의 국장과 모로코 왕국" (Kingdom of Morocco) 명각(銘刻)    | 배잡이에 걸린 물고기                                        |             |
| 10 센티메트 | 20 mm       | 3 g         | 알루미늄 청동 92% 구리 6% 알루미늄 2% 니켈                            | 거침        | 왕국의 국장과 모로코 왕국" (Kingdom of Morocco) 명각(銘刻)    | 곡물의 열매                                                 |             |
| 20 센티메트 | 23 mm       | 4 g         | 알루미늄 청동 92% 구리 6% 알루미늄 2% 니켈                            | 거침        | 왕국의 국장과 모로코 왕국" (Kingdom of Morocco) 명각(銘刻)    | Fibule (브로치의 일종) 디자인                               |             |
| ½ 디르함    | 21 mm       | 4 g         | 백동 75% 구리 25% 니켈                                                | 거침        | 왕국의 국장과 모로코 왕국" (Kingdom of Morocco) 명각(銘刻)    | 커뮤니케이션과 새로운 기술을 그리고 있는 디자인             |             |
| 1 디르함    | 24 mm       | 6 g         | 백동 75% 구리 25% 니켈                                                | 거침        | 무함마드 6세 (이전에 발행한 것은 하산 2세를 보여 준다)        | 왕국의 국장과 "모로코 왕국" (Kingdom of Morocco) 명각(銘刻) |             |
| 2 디르함    | 26 mm       | 7 g         | 백동 75% 구리 25% 니켈                                                | 거침        | 무함마드 6세                                                  | 왕국의 국장과 "모로코 왕국" (Kingdom of Morocco) 명각(銘刻) |             |
| 5 디르함    | 26.2 mm     | 6.8 g       | 바깥: 82.5% 철 17.5% 크로뮴 중앙: 알루미늄 청동 (20 센티메트와 같이)  | 거침        | 무함마드 6세 (이전에 발행한 것은 하산 2세를 보여준다)         | 왕국의 국장과 "모로코 왕국" (Kingdom of Morocco) 명각(銘刻) |             |
| 10 디르함   | 28 mm       | 12 g        | 바깥: 알루미늄 청동 (20 센티메트와 같이) 중앙: 백동 (1 디르함과 같이) | 거침        | 무함마드 6세 (이전에 발행한 것은 하산 2세를 보여준다)         | 왕국의 국장과 "모로코 왕국" (Kingdom of Morocco) 명각(銘刻) |             |

## 지폐

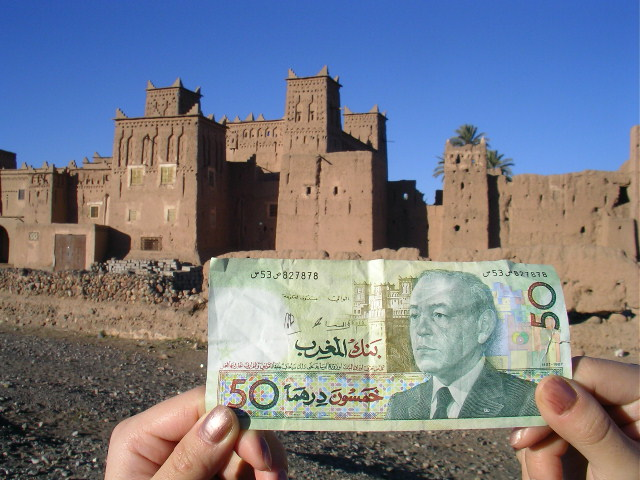
배경에 50 디르함 그리고 크수르(Ksour)

디르함 (dirham) 이라고 표시되어 있는 첫 지폐는 50 디르함 (구 5000 모로코 프랑) 과 100 디르함 (구 10,000 모로코 프랑)의 종류로 기존의 프랑 (모로코 프랑) 지폐 위에 다시 인쇄되었다. 1965년, 새 지폐는 5, 10, 50 디르함이 발행되었다. 100 디르함 지폐는 1970년에 도입되었고, 200 디르함 지폐는 1991년, 20 디르함 지폐는 1996년에 도입되었다. 5 디르함 지폐는 1980년에 동전으로 대체되었고, 10 디르함 지폐는 1995년에 대체되었다.
| 디르함 지폐                           | 디르함 지폐                           | 디르함 지폐                           | 디르함 지폐                           | 디르함 지폐                              | 디르함 지폐                           | 디르함 지폐 | 디르함 지폐                           |        |                |
| 1987년 시리즈 (1991년 변경 사항 포함) | 1987년 시리즈 (1991년 변경 사항 포함) | 1987년 시리즈 (1991년 변경 사항 포함) | 1987년 시리즈 (1991년 변경 사항 포함) | 1987년 시리즈 (1991년 변경 사항 포함)    | 1987년 시리즈 (1991년 변경 사항 포함) | 1987년 시리즈 (1991년 변경 사항 포함)                                                                                      | 1987년 시리즈 (1991년 변경 사항 포함) |        |                |
| 가치                                  | 크기                                  | 앞면                                  | 뒷면                                  | 색                                       | 설명                                  | 설명 | 설명                                  | 날짜   | 날짜           |
| 가치                                  | 크기                                  | 앞면                                  | 뒷면                                  | 색                                       | 앞면                                  | 뒷면 | 워터마크                              | 인쇄   | 발행           |
| ------------------------------------- | ------------------------------------- | ------------------------------------- | ------------------------------------- | ---------------------------------------- | ------------------------------------- | --- | ------------------------------------- | ------ | -------------- |
| 10 디르함                             | 143 × 70 mm                           |                                       |                                       | 노란색과 분홍색 (1987년) 보라색 (1991년) | 하산 2세                              | 모로코의 류트 (16세기를 중심으로 유럽에서 유행했던 발현악기)                                                               | 하산 2세                              | 1987년 | 1987/약 1991년 |
| 50 디르함                             | 148 × 70 mm                           |                                       |                                       | 녹색                                     | 하산 2세                              | 환타지아 장면 | 하산 2세                              | 1987년 | 1987/약 1991년 |
| 100 디르함                            | 153 × 75 mm                           |                                       |                                       | 갈색                                     | 하산 2세                              | 녹색 행진 | 하산 2세                              | 1987년 | 1987/약 1991년 |
| 200 디르함                            | 158 × 75 mm                           |                                       |                                       | 파란색                                   | 하산 2세                              | 갑각류 동물, 산호의 가지, 아랍의 어선                                                                                      | 하산 2세                              | 1987년 | 약 1991년      |
| 1996년 시리즈                         |                                       |                                       |                                       |                                          |                                       | |                                       |        |                |
| 20 디르함                             | 130 × 68 mm                           |                                       |                                       | 붉은 갈색                                | 하산 2세                              | 하산 2세 모스크의 벽천 | 하산 2세                              | 1996년 | 1996년         |
| 2002년 시리즈                         |                                       |                                       |                                       |                                          |                                       | |                                       |        |                |
| 20 디르함                             | 140 × 70 mm                           |                                       |                                       | 보라색                                   | 무함마드 6세                          | 우다야(Oudayas)의 전경 | 무함마드 6세와 "20"                   | 2005년 | 2005년         |
| 50 디르함                             | 147 × 70 mm                           |                                       |                                       | 녹색                                     | 무함마드 6세                          | 흙으로 만든 건물 (크수르)                                                                                                  | 무함마드 6세와 "50"                   | 2002년 | 2002년         |
| 100 디르함                            | 150 × 78 mm                           |                                       |                                       | 갈색                                     | 무함마드 6세, 무함마드 5세와 하산 2세 | 녹색 행진 | 무함마드 6세와 "100"                  | 2002년 | 2002년         |
| 200 디르함                            | 158 × 78 mm                           |                                       |                                       | 파랑색                                   | 무함마드 6세와 하산 2세               | 하산 2세 모스크의 창 | 무함마드 6세와 "200"                  | 2002년 | 2002년         |
| 2013년 시리즈                         |                                       |                                       |                                       |                                          |                                       | |                                       |        |                |
| 20 디르함                             | 131 × 70 mm                           |                                       |                                       | 보라색, 주황색, 파란색                   | 무함마드 6세, 모로코의 국장           | Train crossing Hassan II Bridge over the Bou Regreg river in Rabat; Hassan II Mosque and city buildings in Casablanca      | Mohammed VI and electrotype 20        | 2012년 | 2013년         |
| 50 디르함                             | 138 × 70 mm                           |                                       |                                       | Green, yellow and blue                   | 무함마드 6세, 모로코의 국장           | Ouzoud Falls; argan tree, fruit, and bird                                                                                  | Mohammed VI and electrotype 50        | 2012년 | 2013년         |
| 100 디르함                            | 145 × 70 mm                           |                                       |                                       | Brown, yellow, violet and blue           | 무함마드 6세; 모로코의 국장           | Sahrawi tent; wind turbine farm; three camels with riders on a desert                                                      | Mohammed VI and electrotype 100       | 2012년 | 2012년         |
| 200 디르함                            | 151 × 70 mm                           |                                       |                                       | Blue, green and violet                   | 무함마드 6세; 모로코의 국장           | Cargo ship, gantry cranes, and shipping containers in the port of Tangier; lighthouse and trees on Cape Spartel in Tangier | Mohammed VI and electrotype 200       | 2012년 | 2012년         |

## 잘 알려진 단위와 사용
잘 알려진 단위는 모로코에서 널리 쓰이는 낱말로, 국가가 공식 승인하지 않은 통화의 다른 가치들을 가리킨다. 여기 가치에는 5 센티메트 가치의 리알(rjal), 1 산팀 가치의 프랑(frˤɑnk)을 포함한다. 디르함보다 낮은 가치의 물건을 거래할 때에는 산팀이나 리알을 사용하는 것이 보통이다. 그러나 아랍어로 말할 때에는 리알이라는 표현을 쓰지만 프랑스어로 말할 때에는 상팀 (centime) 라는 표현을 쓴다.
젊은 세대에서는 쓰이지 않지만, 1000, 2000, ...에서 100,000 프랑 단위는 프랑스 식민 기간 동안 살았던 사람들이 10, 20, 1000 디르함을 가리킬 때 사용한다.
이와 비슷하게, 리알은 또한 디르함 비율보다 더 높은 가치(100,000 리알을 넘는 가치)에 쓰이기도 한다. 이 단위는 아랍어로, 특히 메디나 야외시장이나 채소 가게와 같은 특정한 장소에서 쓰인다.

## 같이 보기
- 모로코의 경제
- 아랍에미리트 디르함

## 참조
- Krause, Chester L., and Clifford Mishler (1991). 《Standard Catalog of World Coins: 1801–1991》 18판. Krause Publications. ISBN 0873411501.
- Pick, Albert (1994). 《Standard Catalog of World Paper Money: General Issues》. Colin R. Bruce II and Neil Shafer (editors) 7판. Krause Publications. ISBN 0-87341-207-9.